# Greisa Martínez Rosas
Greisa Martínez Rosas es una activista mexicana por los derechos de los inmigrantes radicada los Estados Unidos. Es directora ejecutiva de la organización de defensa de los inmigrantes, United We Dream.

## Biografía
Martínez Rosas nació en Hidalgo, México. Es hija de Elia Rosas y Luis Martínez. Tiene 3 hermanas menores. A la edad de 8 años, su familia emigró a los Estados Unidos y posteriormente se crio en Dallas, Texas. Su padre fue deportado después de que lo encontraron conduciendo sin licencia. Mientras estaba en la escuela secundaria, Martínez Rosas lideró esfuerzos de activismo estudiantil, como huelgas, para exigir justicia para las personas inmigrantes indocumentadas en los Estados Unidos. Asistió a la Universidad Texas A&M y, como estudiante de primer año, fundó el primer grupo de estudiantes indocumentados en el campus.

## Activismo
Martínez Rosas es una activista comunitaria y de los derechos de los inmigrantes. Lideró esfuerzos de base y trabajó para el Comité de Liderazgo Nacional del Consejo de Asuntos de Estudiantes Minoritarios como gerente de campo de participación cívica. En 2012, se unió a United We Dream (UWD), una organización de defensa de los inmigrantes.  Posteriormente se convirtió en subdirectora ejecutiva de UWD antes de convertirse en directora ejecutiva en agosto de 2020. Martínez Rosas aboga por la Acción Diferida para los Llegados en la Infancia (DACA) y se opone a la política migratoria de Donald Trump.

## Vida personal
Martínez Rosas es una persona queer. Es beneficiaria del programa DACA y posee un permiso de trabajo estadounidense. En 2018, su madre murió de linfoma no hodgkiniano.

## Premios y honores
En 2020, Martínez Rosas y la activista Cristina Jiménez Moreta recibieron los premios Dignidad, Comunidad y Poder de Make the Road New York.